# 小貓丹丹
丹丹（ノンタン），又譯作小貓丹丹、小小貓咪丹丹等，是一部由清野幸子所著的日本童書繪本系列。以一隻白色的貓咪小男孩「丹丹」為主角，日本出版於1976年。
1992～1994年，卡通版「ノンタンといっしょ」於富士電視台播映，臺灣東森幼幼台播出時譯作『丹丹的生活日記』。
2002年，新版3D動畫「げんき げんき ノンタン」於Kids Station播映。

## 外部連結
- （日語）卡通「ノンタンといっしょ」作品介紹
- （日語）卡通「げんき げんき ノンタン」官方網站 （页面存档备份，存于）
- （日語）ノンタン非官方介紹網站「ノンタンワールド」
- （日語）卡通「げんき げんき ノンタン」在TOKYO MX ＊上的介紹 （页面存档备份，存于）